# Vladořice
Vladořice (dříve také Vladařice, německy Wladar) jsou malá osada, část města Žlutice v okrese Karlovy Vary v Karlovarském kraji. Nachází se asi čtyři kilometry jihovýchodně od Žlutic, na úpatí hory Vladař, v nadmořské výšce 555 m. Vladořice jsou také název katastrálního území o rozloze 1,83 km².

## Historie
První písemná zmínka o vesnici pochází z roku 1379. Vesnice byla zřejmě rozdělena mezi více majitelů. Nejstarším známým byl Plach z Vladořic uváděný v roce 1379, dále Jindřich (1386), Hynek (1390), Toch (1404) a Jakeš (1410). V roce 1432 žila Jana, vdova po Jakešovi. Roku 1469 Šimon z Vladořic vesnici prodal Žluticím, od kterých ji o sto let později koupil Jan Ratibořský z Chcebuze. Z roku 1569 pochází první zpráva o zdejší tvrzi. Již v roce 1572 panství koupil Kunrát ze Sulevic a od roku 1604 byla vesnice připojen k chyšskému panství. Tvrz poté beze stop zanikla.

## Obyvatelstvo
Při sčítání lidu v roce 1921 zde žilo 48 obyvatel (z toho 24 mužů) německé národnosti a římskokatolického vyznání. Podle sčítání lidu z roku 1930 měla vesnice 65 obyvatel německé národnosti, kteří se kromě jednoho člověka bez vyznání hlásili k římskokatolické církvi. V roce 2011 zde trvale žilo 5 obyvatel.
| Rok            | 1869 | 1880 | 1890 | 1900 | 1910 | 1921 | 1930 | 1950 | 1961 | 1970 | 1980 | 1991 | 2001 | 2011 | 2021 |
| -------------- | ---- | ---- | ---- | ---- | ---- | ---- | ---- | ---- | ---- | ---- | ---- | ---- | ---- | ---- | ---- |
| Počet obyvatel | 60   | 51   | 43   | 52   | 49   | 48   | 65   | 16   | 11   | 9    | 9    | 11   | 6    | 5    | 4    |
| Počet domů     | 11   | 11   | 11   | 9    | 10   | 9    | 10   | 5    | 5    | 1    | 2    | 2    | 2    | 2    | 2    |

## Obecní správa
Při sčítání lidu v letech 1869–1930 Vladořice byly samostatnou obcí v okrese Žlutice. V roce 1950 byly osadou obce Močidlec v okrese Toužim. V letech 1961–1979 byly částí obce Novosedly v okrese Karlovy Vary. Od 1. července 1979 jsou částí města Žlutice v okrese Karlovy Vary.

## Pamětihodnosti
- Sousoší Piety jihozápadně při cestě do Kolešova[11]
- Sousoší Piety východně při cestě do Bohuslavi[12]
- Socha svatého Jana Nepomuckého[13] vytesaná nákladem vladořického sedláka Franze Antona Prägera roku 1834 a roku 2012 zrenovovaná[14]
- Venkovská usedlost čp. 6 s holubníkem domkového typu[15][16]
- Zaniklá tvrz neznámého umístění[17]